# Lars Gulliksson
Lars Gulliksson (* 1967 in Övertorneå) ist ein schwedischer Jazz-Tenorsaxophonist, Flötist, Klarinettist, Arrangeur und Komponist. Gullikson leitet die Swedish Mingus Band (Sigmund Freud’s Mothers).

## Leben und Wirken
Lars Gulliksson begann im Alter von 15 Jahren mit dem Saxophonspiel und zog nach dem Besuch von Musikschulen und dem Musik-Kolleg in Schweden nach New York City, wo er u. a. bei George Coleman, Ellery Eskelin, Richie Beirach, George Garzone studierte und seine Studien am Manne's College of Music abschloss. Nach seiner Rückkehr nach Schweden studierte er Musikhochschule in Malmö, arbeitete zunächst als freischaffender Musiker und nahm erste Alben unter eigenem Namen auf. Das Projekt, mit dem er auch internationale Aufmerksamkeit erzielte, war die von Gulliksson geleitete Swedish Mingus Band bzw. Sigmund Freud’s Mothers. Der Titel der Band bezieht sich weniger auf Sigmund Freud als auf die Charles-Mingus-Komposition „All The Things You Could Be By Now If Sigmund Freud's Wife Was Your Mother“. Die Band interpretiert – ähnlich wie dies Projekte wie die Mingus Dynasty und die Mingus Big Band tun – die klassischen Kompositionen des Bassisten und Bandleaders wie Orange Was the Colour of Her Dress Then Blue Silk.
Seit 1998 lebt und arbeitet Gulliksson als Musiker, Arrangeur und Komponist in Stockholm; neben seiner Tätigkeit als Musiker arbeitet er für verschiedene Film- und Fernseh-Projekte. Außerdem arbeitete er mit marokkanischen Musikern in Marrakesch. Mit dem Saxophonisten Roland Keijser bildete er die Formation Kalousch. Lars Gulliksson gründete sein eigenes Plattenlabel BReathING maCHIne.

## Diskographische Hinweise
- Bumps Ahead (Dragon Records, 1996)
- Sigmund Freud’s Mothers: All the Things You Could Be By Now... (BReathING maCHIne, 2007)